# Amtsgericht Mainburg
Das Amtsgericht Mainburg war ein Gericht der ordentlichen Gerichtsbarkeit in Mainburg. Es bestand von 1879 bis 1973, die Außenstelle des Amtsgerichts Kelheim wurde 2006 endgültig aufgelöst.

## Geschichte
Im Jahr 1857 wurde aus 17 Gemeinden des Landgerichts Abensberg, 15 Gemeinden des Landgerichts Moosburg und vier Gemeinden des Landgerichts Pfaffenhofen a.d.Ilm das „Landgericht älterer Ordnung“ in Mainburg gebildet. Die Landgerichte im Königreich Bayern als Gerichts- und Verwaltungsbehörden gingen 1862 in administrativer Hinsicht in den Bezirksämtern auf. Die verbleibenden Rechtspflegeeinrichtungen in Mainburg behielten zunächst die Bezeichnung Landgericht. Als Eingangsinstanz der niederen Gerichtsbarkeit wurden die bisherigen Landgerichte 1879 durch das Gerichtsverfassungsgesetz reichseinheitlich in Amtsgericht umbenannt, so auch in Mainburg. Das Amtsgericht Mainburg wurde 1973 formal aufgelöst, blieb aber als Außenstelle des Amtsgerichts Kelheim bis zum 31. Juli 2006 bestehen. Es wurde dann in das Amtsgericht Kelheim integriert.